# Kłodawa (wieś w powiecie chojnickim)
Kłodawa (niem. Gr. Kladau vel Klodau) – wieś w Polsce położona w województwie pomorskim, w powiecie chojnickim, w gminie Chojnice. W skład sołectwa Kłodawa wchodzi również miejscowość Kłodawka.
W latach 1975–1998 miejscowość należała administracyjnie do województwa bydgoskiego.

## Historia
Pierwsza wzmianka o wsi pochodzi z 4 maja 1357 r. W 1570 r. właścicielem wsi był Jerzy Lewald h. Rogala z Niemiec (prawdopodobnie z przydomkiem „Powalski” – „Lewald-Powalski h. Rogala). W 1653 r. wieś w połowie należała do majątku w Jeziorkach, zaś w połowie do Powałek. W tym też roku Kłodawę zamieszkiwało 8 gospodarzy (po czterech należących do majątków w Powałkach i Jeziorkach). W 1653 r. wizytator parafii w Nowej Cerkwi wspomina, że niegdyś Kłodawę zamieszkiwało 18 gospodarzy. 10 pozostałych, wolnych, gospodarstw zostało rozdzielonych pomiędzy 8 gospodarzy. Od tych ziem gospodarze nie płacili podatku w związku z czym proboszcz z Nowej Cerkwi wraz z dziedzinami z Powałek i Jeziorek dochodzili swych praw sądownie. Spór ten trwał jeszcze w 1695 r. W 1662 roku dobra we wsi miał Melchior Kalkstein Stoliński poseł na sejm elekcyjny 1648 W 1682 r. wieś w połowie należała do Michała Kleista z Jeziorek (w innym miejscu prawdopodobnie błędny zapis „z Krajanek”), zaś w drugiej połowie do Samuela Lewald – Powalskiego, sędziego ziemskiego człuchowskiego z Powałek. Do I. poł. XVIII w. Kłodawa w części należała do rodziny Kleistów, zaś do 1749 r. w części do rodziny Powalskich. 5 marca 1774 r. Kłodawę na powrót zamieszkiwało 18 gospodarzy. Byli nimi: Schultz Michał Pupel, Michał Jaszinski, Michał Nitzner, Wawrzyniec Pestka, Jan Kaleta, Jakub Dulek, Franciszek Kaletta, Stanisław Rostowski, Mateusz Nigmann, Stanisław Nitzner, Grzegorz (Jerzy – oryg. Georg) Domach; Franciszek Nigmann, Mateusz Kolatka, Jan Pestka, Ludwik Knitter, Mateusz Pestka i Krzysztof (Krystian – oryg. Christ) Wiese oraz Hirt Reosel (ten ostatni został wymieniony tylko w jednym z dwóch spisów i to bez numeru porządkowego).
W 1883 r. w Kłodawie znajdowało się 50 budynków gospodarczych oraz 20 mieszkalnych, zamieszkiwanych przez 122 katolików i 18 ewangelików. Wtedy też istniała tam szkoła, powstała w 1829 roku. Pierwszym nauczycielem był Gottlieb Schlumm, którego potomkowie mieszkają jeszcze w Kłodawie. Parafialnie wieś należała do Nowej Cerkwi (co najmniej od 1653 r.), zaś najbliższa poczta znajdowała się w Chojnicach. W 1928 r. Kłodawę zamieszkiwały 252 osoby. W szkole w tym roku pracowało 2 nauczycieli. Istniały trzy klasy. Uczęszczało do niej 107 uczniów, z czego 88 to katolickie dzieci ze wsi Zbeniny i Powałki.